# Нельсон (річка)
 Не́льсон  (англ. Nelson River)  — річка в Північній Америці, належить до басейну Північного Льодовитого океану. Протікає у північному напрямку по території канадської провінції Манітоба від озера Вінніпег до Гудзонової затоки. Поряд з гирлом знаходиться занедбане поселення Порт-Нельсон, а трохи на схід (в гирлі річки Хейс) — колишня факторія Йорк-Фекторі, які використовувалися раніше компанією Гудзонової затоки. На північ від гирла розкинувся національний парк Вапуск.

## Гідрографія
Річка Нельсон протікає по Канадському щиту. Озера, розташовані вздовж річки: Плейгрін, Крос, Сіпівеск, Спліт.

## Історія та господарське використання
Річка Нельсон була відкрита в 1612 році в ході англійської арктичної експедиції під керівництвом сера Томаса Баттона, який зимував у її гирлі. Баттон назвав річку на честь свого штурмана, який не пережив зимівлі.
Всього на річці розташовано 13 гідроелектростанцій. В 240 км від витоку річки розташована ГЕС «Kelsey Generating Station», що постачає електроенергію на видобувні виробництва нікелю в місті Томпсон на притоці Бьорнтвуд. Нижче за течією, біля порогів Кеттл, знаходиться ще одна гідроелектростанція «Kettle Generating Station». Нельсон з'єднана каналом з річкою Черчилл для збільшення обсягу виробітку. 
Уздовж більшої частини річки прокладена залізниця «Hudson Bay Railway» (підрозділ «Canadian National Railway»), яка перетинає річку в поселенні Гіллам.